# Берн (кантон)
Берн (нім. Bern, фр. Berne) — двомовний кантон на заході центральної частини Швейцарії. Адміністративний центр — місто Берн.